# Polonia Varsovie (basket-ball)
Ne doit pas être confondu avec Polonia 2011 Varsovie.
Maillots
Le Polonia Varsovie, (en polonais : Polonia Warszawa), est un club omnisports polonais issu de la ville de Varsovie. La section basket-ball est une division du club Polonia Varsovie (pl), qui comprend un club de football et un club d'échecs. Il joue sous le nom de KKS Polonia Warszawa en I. Liga.

## Historique
Lors de la saison 2010-2011, le club appartient à la Polska Liga Koszykówki soit le plus haut niveau du championnat polonais. Il termine dixième de la phase régulière. Toutefois, il n'est pas engagé en Polska Liga Koszykówki lors de la saison suivante,en raison de difficultés financières.

## Palmarès
- Champion de Pologne : 1959
- Vainqueur de la Coupe de Pologne : 1934, 1969, 1975

## Entraîneurs successifs
- Jakub Pendrakowski